# Inter dominum et servum nulla amicitia
 Inter dominum et servum nulla amicitia лат. (изговор: интер доминум ет сервум нула амициција). Између господара и роба нема пријатељства.

## Тумачење
Контекст појмова роб и господар или робовласник, је Робовласничка друштвено - економска формација. У својој суштини појмови господар и роб су дијаметрално супротни. Господар постоји, биолошки и правно, роб само биолошки. Роб је изједначен са ствари-предметом. Господар располаже и његовим животом. У овом и оваквом односу и пријатељство је искључено! Однос роба и господара дефинише вјечито непријатељство, прикривено или отворено, рат!